# 观堂集林
《观堂集林》於1923年成書，是中国國學大師王國維所著，收录了他晚年的一系列学术著作。因王國維晚年号观堂，故名。包括对殷墟卜辞、金文、战国文字、西域汉简、汉魏石经、敦煌文书、三代地理、殷周礼制、字书韵书、西北史地等多方面的文史、史地研究。